# Lindsaea longifolia
Lindsaea longifolia är en ormbunkeart som beskrevs av Edwin Bingham Copeland. Lindsaea longifolia ingår i släktet Lindsaea och familjen Lindsaeaceae. Inga underarter finns listade.